# Будівельні норми
Будіве́льні но́рми — затверджений суб'єктом нормування нормативно-правовий акт, який містить обов'язкові вимоги у сфері будівництва, містобудування та архітектури. Будівельні норми містять обов'язкові вимоги щодо будівництва, містобудування. Будівельні норми в Україні регулюються Законом України "Про будівельні норми" та пов'язаними постановами Кабінету Міністрів України.